# ドミトリー・イリニフ
- ドミートリー・イリイヌィーフ

ドミトリー・イリニフ（ロシア語: Дмитрий Сергеевич Ильиных, 1987年1月31日 - ）は、ロシアの男子バレーボール選手。Adler出身。ポジションはウイングスパイカー。元ロシア代表。

## 来歴
2004年にロシア・スーパーリーグのロコモティフ・ベロゴリエへ入団し、2006年ジュニア欧州選手権で優勝、MVPを獲得する。2008年のVK Metallonivestを経て、2009年にロコモティフ・ベロゴリエへ移籍。2013年にリーグ優勝、ロシアカップ優勝を果たし、2013/2014欧州チャンピオンズリーグで優勝した。
2010年にロシア代表に選出され、2011年にワールドリーグで優勝し、2012年ロンドンオリンピックで金メダルを獲得した。2013年欧州選手権においても優勝した。

## 球歴
- オリンピック - 2012年（金メダル）
- ワールドリーグ - 2011年（優勝）
- 欧州選手権 - 2013年（優勝）

## 所属クラブ
- ロコモティフ・ベロゴリエ（2004-2008年）
- VK Metallonivest（2008-2009年）
- ロコモティフ・ベロゴリエ / ベロゴリエ・ベルゴロド（2009-2015年）
- ガスプロム・ユグラ（2015-2016年）
- アル・ラーヤンSC（2016年）
- ディナモ・モスクワ（2016-2017年）
- クズバス（2017-2018年）
- エニセイ（2018-2019年）
- PAOK（2019-2020年）
- ウラル・ウファ（2020年）
- ベロゴリエ・ベルゴロド（2020-2021年）
- ソルハン（2021年）